# Измайлова, Виктория Николаевна
Виктория Николаевна Измайлова (1930—2003) —  советский и российский учёный-химик, лауреат премии имени П. А. Ребиндера (2004).
Дочь советского физико-химика Н. А. Измайлова.

## Биография
Родилась в 1930 году.
В 1953 году окончила химический факультет Харьковского государственного университета, специальность физическая химия, после чего работала в МГУ.
В 1972 году — защитила докторскую диссертацию.
Работала в МГУ на должности профессора кафедры коллоидной химии.
Умерла в 2003 году.

### Научная деятельность
Область научных интересов: Коллоидная химия биополимеров.
Основные научные интересы связаны с проблемами структурообразования и поверхностными явлениями в системах, содержащих белки.
Были предложены условия извлечения белков при пенном сепарировании и очистки сточных вод предприятий пищевой промышленности, предложены составы для приготовления кинофотоматериалов и материалов для голографии.
Автор более 300 опубликованных работ.

### Общественная деятельность
Член специализированных Советов ВАК на химическом факультете по электрохимии, коллоидной химии и по высокомолекулярным соединениям.
Член редколлегии Коллоидного журнала.
Член Международной ассоциации по коллоидной химии и химии поверхностей.

### Педагогическая деятельность
В МГУ читала курсы лекций:
- общий курс по коллоидной химии для студентов химического факультета (специальность — высокомолекулярные соединения)
- для студентов биологического факультета, спецкурс «Коллоидная химия белковых веществ»
- отдельные лекции курса «Современные проблемы коллоидной химии»

Под её руководством защищено 30 кандидатских диссертаций.

### Монографии
- В. H. Измайлова, П. А. Ребиндер «Структурообразование в белковых системах», изд. «Hаука», М., 1972, 268 с.
- К. Б. Мусабеков, Б. А. Жубанов, В. H. Измайлова, Б. Д. Сумм «Межфазные слои полиэлектролитов», изд. «Hаука» Казахской ССР, 1987, 112 с.
- В. H. Измайлова, Г. П. Ямпольская, Б. Д. Сумм «Поверхностные явления в белковых системах», изд. «Химия», 1988, 240 с.
- И. Л. Мархасин, В. Н. Измайлова, Л. Х. Утяшева, В. Д. Hазаров «Очистка сточных вод и нефтепродуктов, жиров и белков (основы, технология, охрана природы и воспроизводство природных ресурсов» т. 20 (Итоги науки и техники ВИHИТИ), 1988, 176 с.
- В. H. Измайлова, Л. Е. Боброва, Г. П. Ямпольская, З. Д. Туловская «Реологические свойства поверхностных слоев ПАВ» в справочнике «Поверхностные явления и поверхностно-активные вещества», изд. «Химия», 1984.
- В. H. Измайлова, В. С. Пшежецкий «Коллоидная химия и химия высокомолекулярных соединений», изд. МГУ, 1988, 48 с.

## Награды
Премия имени П. А. Ребиндера (за 2004 год, совместно с Б. Д. Суммом, Г. П. Ямпольской) — за цикл работ «Поверхностные явления в белковых коллоидных системах»